# Villennes-sur-Seine
Villennes-sur-Seine és un municipi francès, situat al departament d'Yvelines i a la regió de Illa de França. L'any 2007 tenia 5.046 habitants.
Forma part del cantó de Verneuil-sur-Seine, del districte de Saint-Germain-en-Laye i de la Comunitat urbana Grand Paris Seine et Oise.

## Demografia

### Població
El 2007 la població de fet de Villennes-sur-Seine era de 5.046 persones. Hi havia 1.899 famílies, de les quals 457 eren unipersonals (183 homes vivint sols i 274 dones vivint soles), 588 parelles sense fills, 751 parelles amb fills i 103 famílies monoparentals amb fills.
La població ha evolucionat segons el següent gràfic:
Habitants censats

### Habitatges
El 2007 hi havia 2.230 habitatges, 1.915 eren l'habitatge principal de la família, 205 eren segones residències i 110 estaven desocupats. 1.629 eren cases i 578 eren apartaments. Dels 1.915 habitatges principals, 1.503 estaven ocupats pels seus propietaris, 356 estaven llogats i ocupats pels llogaters i 57 estaven cedits a títol gratuït; 82 tenien una cambra, 167 en tenien dues, 218 en tenien tres, 324 en tenien quatre i 1.125 en tenien cinc o més. 1.576 habitatges disposaven pel capbaix d'una plaça de pàrquing. A 780 habitatges hi havia un automòbil i a 996 n'hi havia dos o més.

### Piràmide de població
La piràmide de població per edats i sexe el 2009 era:
| Homes | Edats   | Dones |
| ----- | ------- | ----- |
| 0     | 95 o +  | 12    |
| 0     | 90 a 94 | 24    |
| 36    | 85 a 89 | 52    |
| 12    | 80 a 84 | 52    |
| 44    | 75 a 79 | 92    |
| 80    | 70 a 74 | 40    |
| 100   | 65 a 69 | 96    |
| 72    | 60 a 64 | 132   |
| 104   | 55 a 59 | 140   |
| 236   | 50 a 54 | 236   |
| 224   | 45 a 49 | 200   |
| 168   | 40 a 44 | 196   |
| 208   | 35 a 39 | 212   |
| 120   | 30 a 34 | 124   |
| 144   | 25 a 29 | 124   |
| 128   | 20 a 24 | 112   |
| 152   | 15 a 19 | 176   |
| 216   | 10 a 14 | 164   |
| 164   | 5 a 9   | 197   |
| 116   | 0 a 4   | 116   |

## Economia
El 2007 la població en edat de treballar era de 3.172 persones, 2.243 eren actives i 929 eren inactives. De les 2.243 persones actives 2.113 estaven ocupades (1.123 homes i 990 dones) i 131 estaven aturades (82 homes i 49 dones). De les 929 persones inactives 249 estaven jubilades, 384 estaven estudiant i 296 estaven classificades com a «altres inactius».

### Ingressos
El 2009 a Villennes-sur-Seine hi havia 1.865 unitats fiscals que integraven 5.055,5 persones, la mediana anual d'ingressos fiscals per persona era de 38.108 €.

### Activitats econòmiques
Dels 310 establiments que hi havia el 2007, 3 eren d'empreses extractives, 1 d'una empresa alimentària, 4 d'empreses de fabricació de material elèctric, 15 d'empreses de fabricació d'altres productes industrials, 17 d'empreses de construcció, 41 d'empreses de comerç i reparació d'automòbils, 7 d'empreses de transport, 12 d'empreses d'hostatgeria i restauració, 18 d'empreses d'informació i comunicació, 14 d'empreses financeres, 30 d'empreses immobiliàries, 85 d'empreses de serveis, 42 d'entitats de l'administració pública i 21 d'empreses classificades com a «altres activitats de serveis».
Dels 42 establiments de servei als particulars que hi havia el 2009, 1 era una oficina de correu, 3 oficines bancàries, 2 tallers de reparació d'automòbils i de material agrícola, 2 autoescoles, 2 paletes, 3 guixaires pintors, 1 fusteria, 2 lampisteries, 1 electricista, 3 empreses de construcció, 3 perruqueries, 6 restaurants, 12 agències immobiliàries i 1 saló de bellesa.
Dels 6 establiments comercials que hi havia el 2009, 1 era una botiga de menys de 120 m², 1 una fleca, 1 una llibreria, 1 una botiga de mobles i 2 floristeries.
L'any 2000 a Villennes-sur-Seine hi havia 3 explotacions agrícoles.

## Equipaments sanitaris i escolars
Els 2 equipaments sanitaris que hi havia el 2009 eren farmàcies.
El 2009 hi havia 2 escoles maternals i 2 escoles elementals.

## Poblacions més properes
El següent diagrama mostra les poblacions més properes.